# جوایز ای‌پی‌آرای (نیوزیلند)
جوایز موسیقی ای‌پی‌آرای چندین مراسم اهدای جوایز سالانه و دو ساله در نیوزیلند است که توسط انجمن حق‌التدریس استرالیا برای شناخت مهارت‌های ترانه‌سرایی، فروش و اجرای ایرپلی توسط اعضای آن برگزار می‌شود. ای‌پی‌آرای همچنین جوایزی را برای اعضای استرالیایی خود در نظر می‌گیرد. این مراسم نخستین بار در سال ۱۹۶۵ میلادی آغاز شد و تا کنون ادامه داشته‌است.